# 威爾·古勒
威爾·古勒（Will Gluck）是美國的一位導演、製作人、編劇、詞曲作家和作曲家。他的父親是一位日本學學家，母親則是一位建築家。知名作品包含《安妮》、《彼得兔》等。